# 군산 상주사 대웅전
군산 상주사 대웅전(群山 上柱寺 大雄殿)은 대한민국 전북특별자치도 군산시 서수면, 상주사에 있는 대웅전이다. 1973년 6월 23일 전라북도의 유형문화재 제37호로 지정되었다.
상주사는 백제 무왕 7년(606년)에 혜공대사가 창건하였고, 고려 공민왕 11년(1362년)에 나옹대사, 조선 인조 19년(1641년)에 취계대사, 그리고 영조 38년(1762년)에 학봉선사가 중수했다고 전해지고 있다. 경내에는 대웅전·나한전·범종각 등이 있으며, 그 가운데 대웅전은 조선 중기의 건축물로서 정면 3칸, 측면 2칸의 팔작지붕 건물이다.

## 같이 보기
- 상주사
- 군산 상주사 목조삼세불좌상

## 참고 자료
- 상주사대웅전 - 국가유산청 국가유산포털